# Tanx
| 전문가 평가   | 전문가 평가  |
| 평가 점수     | 평가 점수    |
| 출처          | 점수         |
| ------------- | ------------ |
| AllMusic      | [ 1 ]        |
| Creem         | favourable   |
| Pitchfork     | 8.3/10       |
| PopMatters    | 7/10         |
| Rolling Stone | unfavourable |
| The Quietus   | favourable   |

《Tanx》는 영국의 글램 록 밴드 티렉스의 1973년 3월 16일, EMI에서 발매한 음반으로, 1968년 티라노사우루스 렉스로 데뷔한 이후 이래 여덟 번째 음반이자 티렉스라는 이름으로 네 번째 음반이다. 《Tanx》는 이전 작품들로부터 음악적으로 이탈한 것으로, 여전히 《The Slider》의 맥을 잇는 트랙들을 포함하고 있으며, 가수이자 작곡가인 마크 볼란은 솔 음악, 펑크, 가스펠에 대한 관심을 보여주었다. 여성 백싱어들이 몇몇 트랙에 참여했다. 프로듀서 토니 비스콘티가 연주한 멜로트론과 같은 새로운 악기들이 사용되었고, 티렉스 사운드가 진화하도록 했다.
《Tanx》는 발매와 동시에 상업적으로 성공했다. 영국 음반 차트에서 4위, 독일 음반 차트에서 3위, 노르웨이에서 5위로 정점을 찍었다. 음반을 홍보하기 위한 싱글은 발매되지 않았다.

## 배경
녹음 세션은 처음에 프랑스에서 8월에 열렸고, 그 후 미국 투어가 끝난 후 1972년 10월에 열렸다. 미국에서, 그 밴드는 무대에 등장했고, 몇 번의 데이트에서 여성 소울풀한 백 가수들과 동반했다. 볼란은 피아노를 기반으로 한 〈Left Hand Luke and the Beggar Boys〉를 백업 여성 보컬인 매들린 벨, 레슬리 던컨, 비키 브라운, 배리 세인트 존과 수 앤 써니와 함께 녹음했다. 그들은 볼란의 소울풀한 합창곡을 두 배로 늘렸지만, 소매 부분에서는 인정되지 않았다. 《타임스》의 밥 스탠리는 〈Left Hand Luke and the Beggar Boys〉를 "인터스텔라 소울"과 함께 "뉴올리언스 바 피아노" 노래로 묘사했다. 색소폰을 주요 악기 중 하나로 한 〈The Street and Babe Shadow〉는 볼란이 그의 음악에 펑키한 면을 더하는 것을 보여주었다. 〈Life is Strange〉와 〈Broken Hearted Blues〉는 티렉스 사운드에 더 가까운 발라드였고, 〈Shock Rock〉은 부기 트랙이었다.
볼란은 전통적인 티렉스에서 벗어나기를 원했다. 그는 모든 악기를 오버더빙하고 효과를 더하기 위해 스튜디오에서 시간을 보냈다. 오프닝 넘버 〈Tenement Lady〉는 프로듀서 토니 비스콘티가 연주한 멜로트론을 밴드가 사용하도록 했고, 볼란은 그의 보컬에 단계적인 효과를 사용했다.

## 곡 목록
모든 곡들은 마크 볼란에 의해 작사/작곡하였다.
| #  | 제목                                  | 재생 시간 |
| -- | ------------------------------------- | --------- |
| 1. | 〈Tenement Lady〉                     | 2:55      |
| 2. | 〈Rapids〉                            | 2:48      |
| 3. | 〈Mister Mister〉                     | 3:29      |
| 4. | 〈Broken Hearted Blues〉              | 2:02      |
| 5. | 〈Shock Rock〉                        | 1:43      |
| 6. | 〈Country Honey〉                     | 1:47      |
| 7. | 〈Electric Slim and the Factory Hen〉 | 3:03      |

| #  | 제목                                   | 재생 시간 |
| -- | -------------------------------------- | --------- |
| 1. | 〈Mad Donna〉                          | 2:16      |
| 2. | 〈Born to Boogie〉                     | 2:04      |
| 3. | 〈Life Is Strange〉                    | 2:30      |
| 4. | 〈The Street and Babe Shadow〉         | 2:18      |
| 5. | 〈Highway Knees〉                      | 2:34      |
| 6. | 〈Left Hand Luke and the Beggar Boys〉 | 5:18      |